# Corrals de Gurp
Els Corrals de Gurp són uns corrals ramaders del terme municipal de Tremp, a l'antic terme de Gurp de la Conca, al Pallars Jussà.
Estan situats a ponent i damunt mateix del poble de Gurp, en unes balmes naturals que ja en època prehistòrica acolliren la població del lloc, i que modernament han fet el servei de corrals dels abundosos ramats ovins de la zona. Constitueixen un marc paisatgístic excepcional per al poble de Gurp. L'obertura de més al sud-oest s'anomena l'Escaleta; després venen, de sud-oest a nord-est, la cova d'en Muntaner, la cova d'en Geneva i la cova d'en Peixeco, sota la roca dels Corrals. Després baixa per aquell lloc el barranc del Gitader, i a continuació encara hi ha dues balmes grosses més, sota la roca de les Vedrines, que tanquen el conjunt pel nord-oest.